# オノフレ・マリモン
オノフレ・アグスティン・マリモン（Onofre Agustin Marimon、1923年12月19日 - 1954年7月31日）は、アルゼンチンのレーシングドライバーである。その風貌から「ピノチョ」の愛称を持っていた。

## 経歴
1951年第4戦フランスGPにてプライベート・マセラティのスクデリアミラノ・チームからスポット参戦し、F1デビュー。結果はリタイヤに終わっている。
1953年には非選手権のローマGPで優勝。選手権にもマセラティで本格復帰となり、その初戦となった第4戦ベルギーGPでは3位に入り、初入賞を表彰台で飾っている。

### 1954年
1954年もマセラティから参戦。リタイヤが続いていたが、第5戦イギリスGPでは予選28位から追い上げ3位に入っている。この際にファステストラップ（以下：FL）も記録したが、当時は測定技術が発達しておらずタイム計測が秒単位だった為、マリモンを含め7人のFL記録者が出た。当時獲得者に与えられていた1ポイントを、7人に分散したため、0.14ポイントという端数が出ることとなった。
ようやく波に乗ったかに思えた矢先、イギリスGPに続いて開催された第6戦ドイツGPにて、予選中にクラッシュを起こした。マシンから投げ出されその下敷きとなったマリモンは胸を圧迫されて死亡、30歳だった。1950年に創設されたF1選手権において、初の死亡事故となった。

## エピソード
- 同胞の先輩であるファン・マヌエル・ファンジオの弟子・子分的存在であり、ヨーロッパ留学を始めた頃から、彼に面倒を見てもらっていた。走りも手本としており、「テレパシーでアドバイスをしたかのように、自分が考えた通りの走りを見せていた」とファンジオが語るほどだったという。
- それ故マリモンの事故死がファンジオに与えたショックは余りに大きく、悲報を聞いたその場で引退を決意したが、チームとの契約により許されなかった（映画「グレート・ドライバー」（原題"fangio"）より）。

## レース戦績

### F1
| 年     | 所属チーム         | シャシー | 1       | 2   | 3       | 4       | 5     | 6       | 7       | 8       | 9       | WDC       | ポイント |
| ------ | ------------------ | -------- | ------- | --- | ------- | ------- | ----- | ------- | ------- | ------- | ------- | --------- | -------- |
| 1951年 | マセラティ／ミラノ | 4CLT/50  | SUI     | 500 | BEL     | FRA Ret | GBR   | GER     | ITA     | ESP     |         | NC (67位) | 0        |
| 1953年 | マセラティ         | A6GCM    | ARG     | 500 | NED     | BEL 3   | FRA 9 | GBR Ret | GER Ret | SUI Ret | ITA Ret | 11位      | 4        |
| 1954年 | マセラティ         | 250F     | ARG Ret | 500 | BEL Ret | FRA Ret | GBR 3 | GER DNS | SUI     | ITA     | ESP     | 13位      | 4 1⁄7    |

- 太字はポールポジション、斜字はファステストラップ。(key)

### ル・マン24時間レース
| 年     | チーム                | コ・ドライバー               | 使用車両                   | クラス | 周回 | 総合順位 | クラス順位 |
| ------ | --------------------- | ---------------------------- | -------------------------- | ------ | ---- | -------- | ---------- |
| 1951年 | アンリ・ルーボー      | ホセ・フロイラン・ゴンザレス | タルボット-ラゴ・T26 GS    | S 5.0  | 128  | DNF      | DNF        |
| 1953年 | S.P.A. アルファロメオ | ファン・マヌエル・ファンジオ | アルファロメオ・6C 3000 CM | S 5.0  | 22   | DNF      | DNF        |